# Hermann I. von Hessen
Hermann I., „der Ältere“, von Hessen (* nach 1305; † zwischen 1368 und 1370) war der vierte und jüngste Sohn des Landgrafen Otto I. von Hessen und dessen Frau Adelheid von Ravensberg († 1335/39), Tochter von Otto III. von Ravensberg.
Nach dem Herrschaftsantritt seines ältesten Bruders Heinrich II. (* vor 1302; † 1376) in der Landgrafschaft Hessen im Jahre 1328 erhielt Hermann die Burg Nordeck nordöstlich von Gießen als Paragium, 1349 auch die Burg Grebenstein bei Kassel, die zuvor sein Bruder Ludwig (* 1305; † um 1345) als Paragium besessen hatte. Papst Johannes XXII. hatte ihm im Jahre 1326, als ihm Landgraf Otto I. mit seiner Frau und großem Gefolge in Avignon seine Aufwartung machte, eine kirchliche Pfründe zugesagt, aber Hermann verzichtete auf die kirchliche Karriere und gab sich mit seiner Herrschaft Nordeck zufrieden. Auch als sein Neffe Otto der Schütz 1366 frühzeitig starb, stellte er keine Ansprüche auf die Landgrafschaft Hessen. In einer Urkunde vom 31. Juli 1368 wird er als lebend erwähnt, eine weitere Urkunde vom 12. Juli 1370 bezeichnete ihn als „Seyligin“ (selig, d. h., er war tot).  Eine weitere, am 1. Oktober 1370 von Landgraf Heinrich II. und seinem Neffen Hermann II. ausgestellte Urkunde, in der sie die Vereinigung der Alt- und Neustadt von Grebenstein unter einem Rat anordnen, wird Hermann der Ältere ebenfalls als „selig“, also bereits verstorben, bezeichnet.
Von einer Ehe und Nachkommen Hermanns ist nichts bekannt.  
Der vierte Bruder, Otto (* 1301; † 1361), war ab 1331 Erzbischof von Magdeburg. Die einzige Schwester, Elisabeth († nach 1354), heiratete Herzog Rudolf II. von Sachsen-Wittenberg.